# Sân bay quốc tế Toronto Pearson
Sân bay quốc tế Toronto/Lester B. Pearson, hay Sân bay Pearson (IATA: YYZ, ICAO: CYYZ), nằm giữa biên giới Đông-Bắc của Mississauga và Toronto láng giềng, là sân bay tấp nập nhất Canada và là một phần của Hệ thống các sân bay quốc gia. Năm 2005 sân bay này xếp thứ 29 trong bảng xếp hạng các sân bay bận rộn nhất thế giới, phục vụ 29,9 triệu lượt hành khách và xếp thứ 23 trong các sân bay bận rộn nhất thế giới về lưu lượng giao thông với 409.401 chuyến. Năm 2006, 30,9 triệu hành khách đã sử dụng sân bay này, với 418.000 lượt chuyến bay. 505.000 tấn hàng cũng được thông qua sân bay này năm 2006. Sân bay này phục vụ cho khu vực Vùng đại đô thị Toronto, là trung tâm hàng đầu của hãng Air Canada. Trước đây được quản lý bởi Transport Canada, Sân bay quốc tế Toronto Pearson hiện đang được quản lý bởi một hãng phi lợi nhuận gọi là Sở sân bay Đại Toronto.

## Lịch sử
Sân bay này lần đầu mở cửa năm 1939 với tên Sân bay Malton. Sau đó được đổi tê Sân bay quốc tế Toronto năm 1960, và sau đó là Sân bay quốc tế Lester B. Pearson (LBPIA) năm 1984 để vinh danh Lester B. Pearson, thủ tướng thứ 14 của Canada. Ngày 2/12 năm 1996, việc kiểm soát vận hành sân bay đã được chuyển từ Chính phủ Canada sang cho Sở sân bay Đại Toronto (GTAA) như là một phần của Chính sách sân bay quốc gia. Tên đầy đủ của sân bay, theo GTAA, hiện nay là "Toronto Pearson International Airport" hay "Toronto Pearson", nhưng đôi lúc cũng được gọi đơn giản là "Pearson." Các hãng thông tấn và lữ hành thường gọi sân bay này là "Lester B. Pearson International Airport."
Năm 1972, chính phủ đã giải tỏa khu đất phía Đông của Toronto để xây một sân bay thứ hai là Sân bay Pickering, để giảm tải cho sân bay Toronto. Dự án bị trì hoãn năm 1975 do sự phản đối của cộng đồng nhưng GTAA khởi động lại dự án năm 2004. Sau sự kiến 11 tháng 9, Toronto Pearson là một phần của Operation Yellow Ribbon, khi nó tiếp nhận 19 chuyến bay chuyển hướng thay vì bay đến Hoa Kỳ dù Transport Canada và NAV CANADA đã chỉ dẫn các phi công tránh sân bay như một biện pháp an ninh. Năm 2006, Toronto Pearson được bầu chọn là "Sân bay toàn cầu tốt nhất 2006" bởi Viện nghiên cứu Quản lý vận tải (ITM).

## Các nhà ga (Terminal) và các hãng hàng không

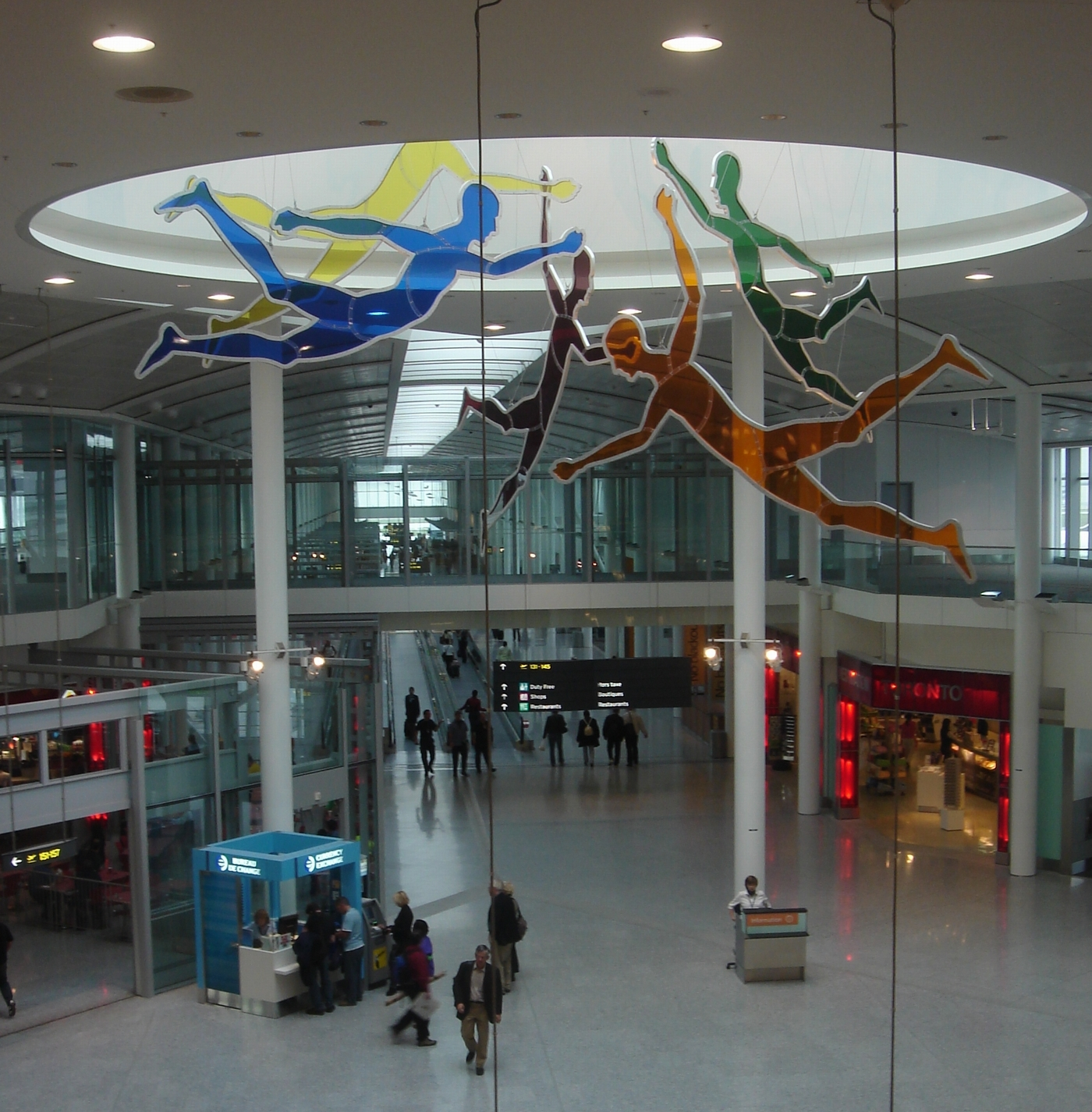
Bên trong Terminal 1, Jonathan Borofsky's I Dreamed I Could Fly

Toronto Pearson International Airport hiện có hai nhà ga hàng không đang hoạt động: Terminal 1 and Terminal 3. T1 mở cửa ngày 6/4 năm 2004, với hãng chủ yếu là Air Canada. Nhà ga Terminal 1 cũ, đồng thời cũng được đóng cửa, đã được phá bỏ để nhường chỗ cho các cổng nới ra phía Đông của Pier E và các cổng của các hãng từ Pier E đến Pier F. Là một phầnc ủa kế hoạch tái phát triển Toronto Pearson, Nhà ga Infield Terminal (IFT) đã được xây để phục vụ các chuyến bay quốc tế khi nhà ga T1 được mở rộng. Việc sử dụng Infield Terminal được quy hoạch để hạn chế trong những giai đoạn cao điểm trong năm. Pier F tại Terminal 1 mở của ngày 30 tháng 1 năm 2007; pier này phục vụ cho các tuyến đi Hoa Kỳ và quốc tế và bổ sung năng lực 7 triệu khách mỗi năm cho tổng công suất của sân bay này. Cuối năm 2008, Terminal 2 sẽ hoàn toàn bị dỡ bỏ và nơi này sẽ dành cho các tàu bay đỗ.

### Các nhà ga (terminal) hiện tại

#### Terminal 1

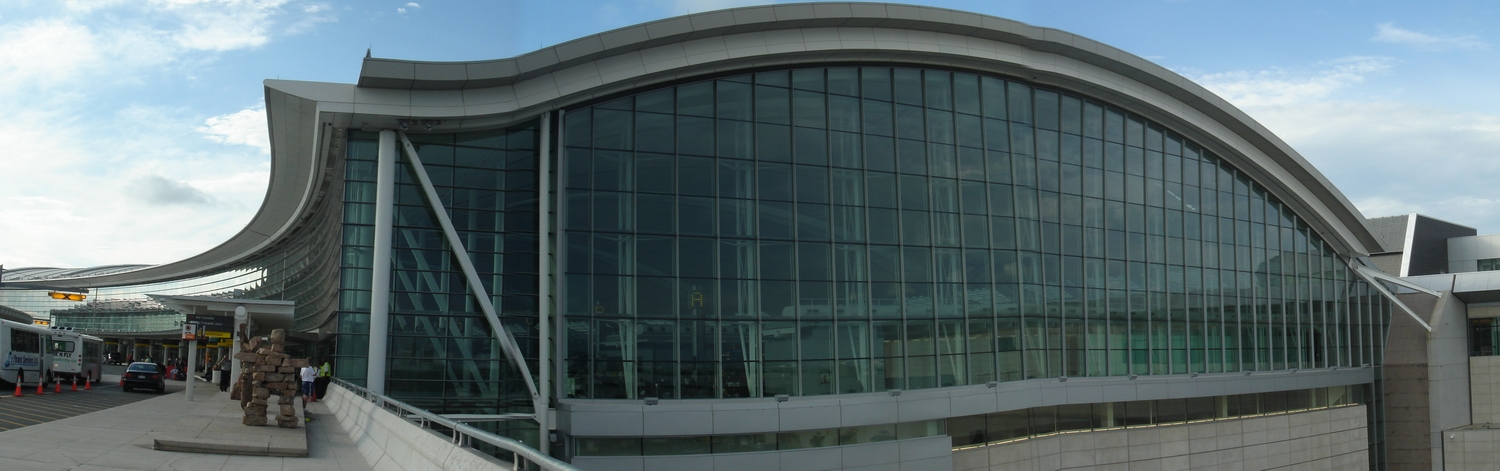
Terminal 1 building

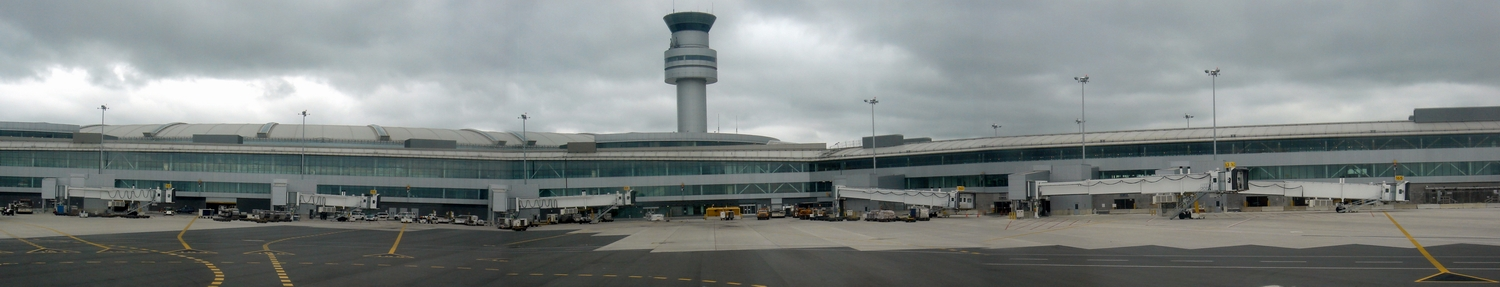
Terminal 1 seen from the airstrip

T1 được thiết kế để phục vụ các chuyến bay nội địa, quốc tế và xuyên biên giới trong một nhà ga chung. Ngày 30/1/2007, Pier F mới được mở cửa để phục vụ các tuyến bay quốc tế và xuyên biên giới.
Nhà ga này được thiết kế bởi Skidmore, Owings & Merrill International Ltd., Hội kiến trúc Adamson, và Moshe Safdie and Associates.
Thống kê nhà ga 1:
- Hãng hàng không: N/A
- Lượng hành khách theo giờ: N/A
- Lượng hành khách theo năm: N/A
- Tổng hành khách: N/A
- Số cổng: 49 (2007)

#### Infield Terminal (IFT)
Được xây dựng trong suốt tháng 2 năm 2001 và mở cửa vào ngày 6 tháng 4 năm 2003, nhà ga này được xây dựng để giảm tải trong khi Terminal 1 được mở rộng. Nhà ga gồm 11 cửa (521 đến 531), được sử dụng khi lượng hành khác tăng cao.

#### Terminal 2 East Holdroom
Holdroom phía đông được xây thêm vào năm 1990 và sẽ hoạt động sau khi Terminal 2 đóng cửa và kết thúc việc mở rộng Terminal 1.

#### Terminal 3

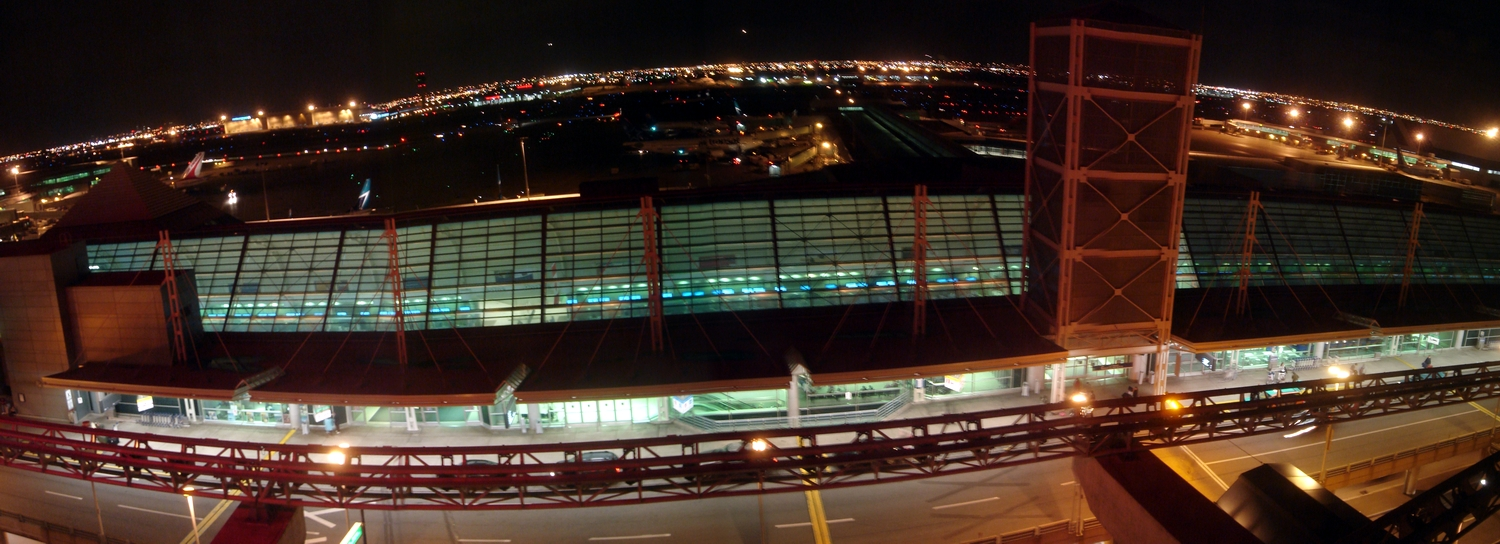
Terminal 3 overview

Terminal 3, mở cửa tháng 2/1991, được xây bởi hãng Scott Associates Architects Incorporated 
Các số liệu thống kê về T3:

## Hãng hàng không và tuyến bay

### Hành khách

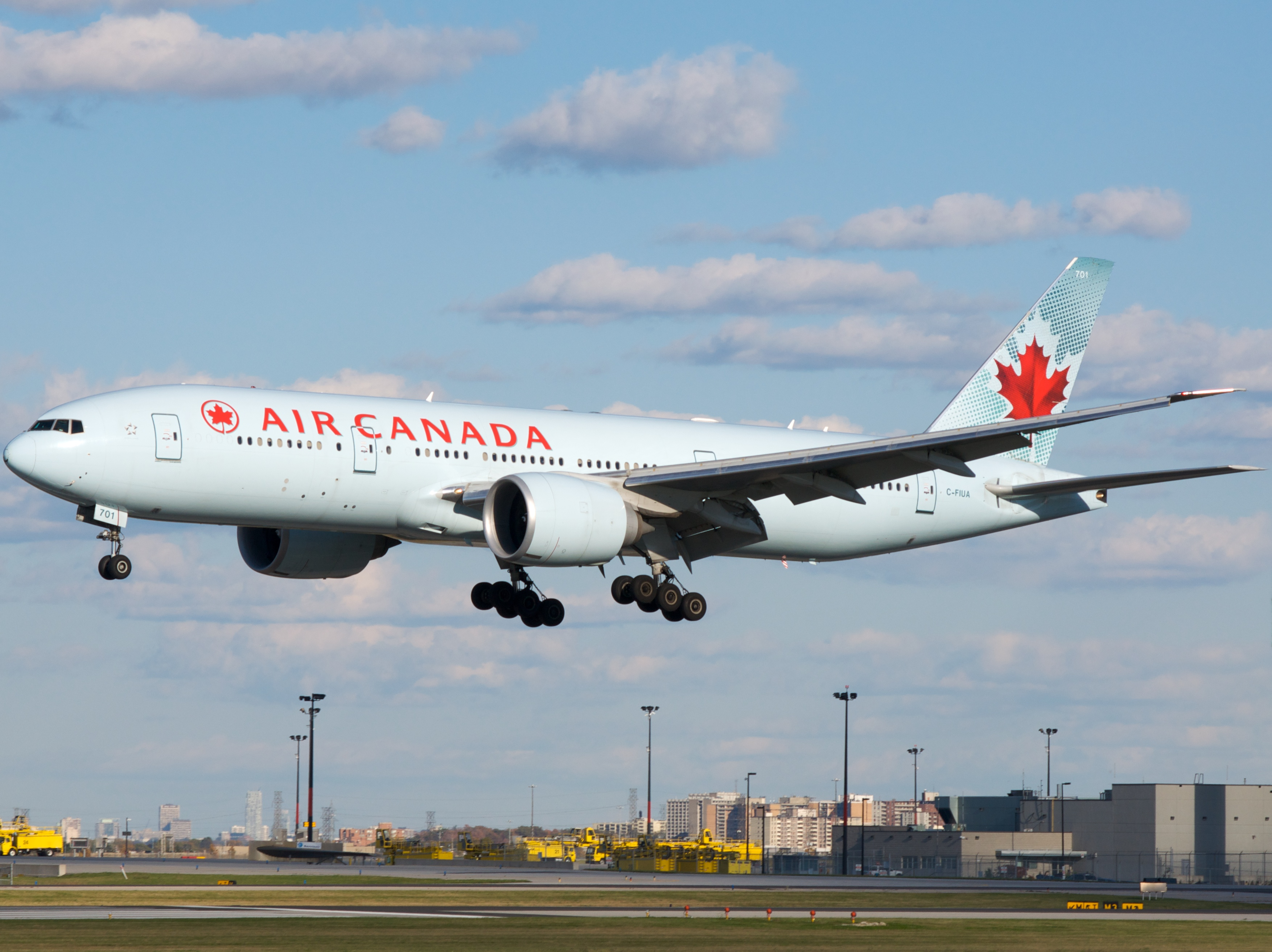
Máy bay Air Canada Boeing 777-200LR hạ cánh

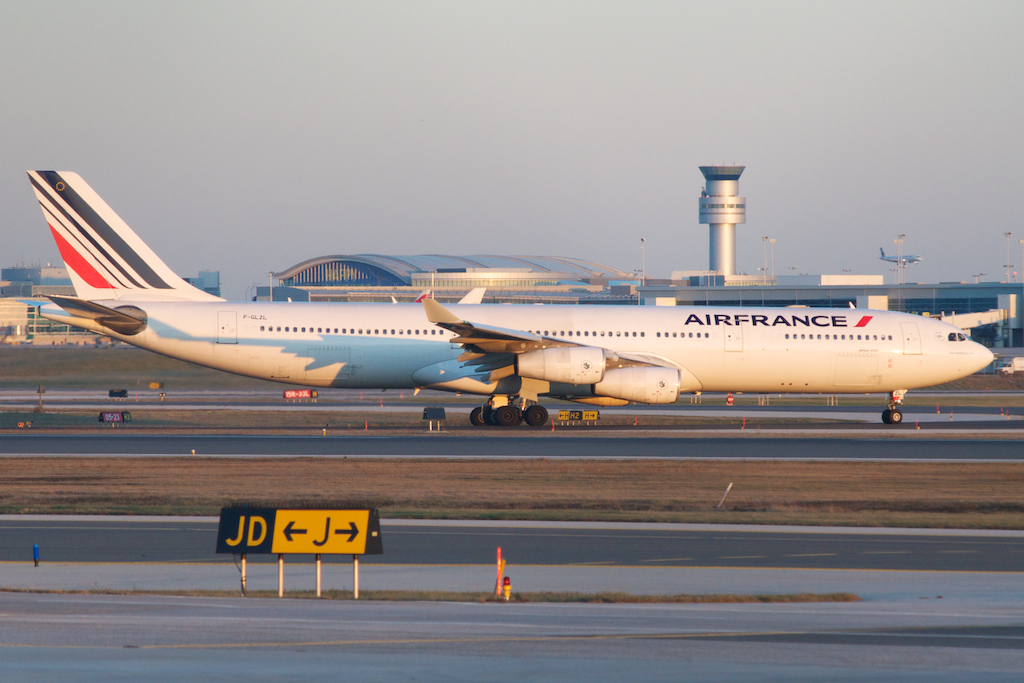
Máy bay Air France Airbus A340-300 tại sân bay

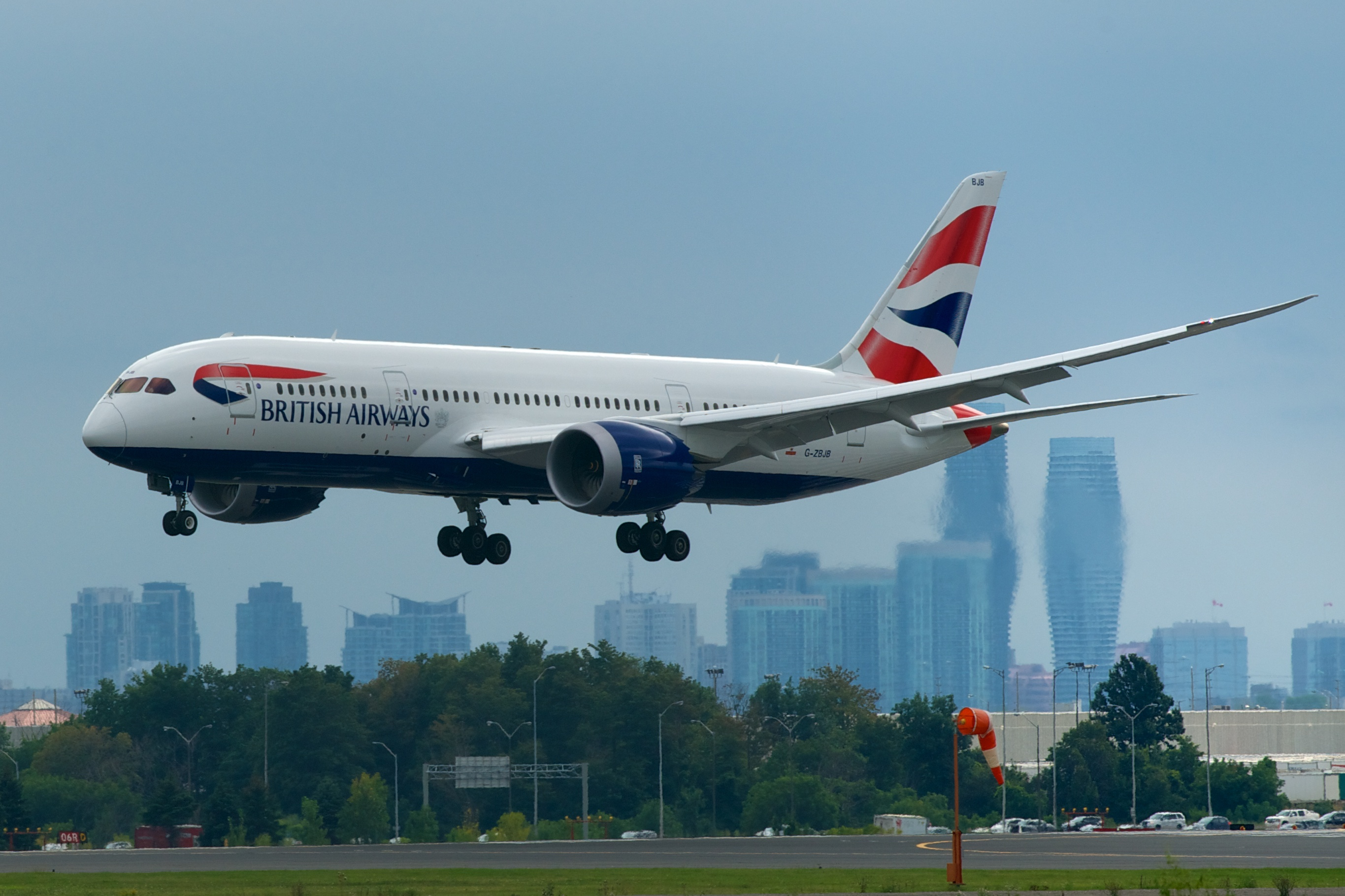
A British Airways Boeing 787-8 hạ cánh

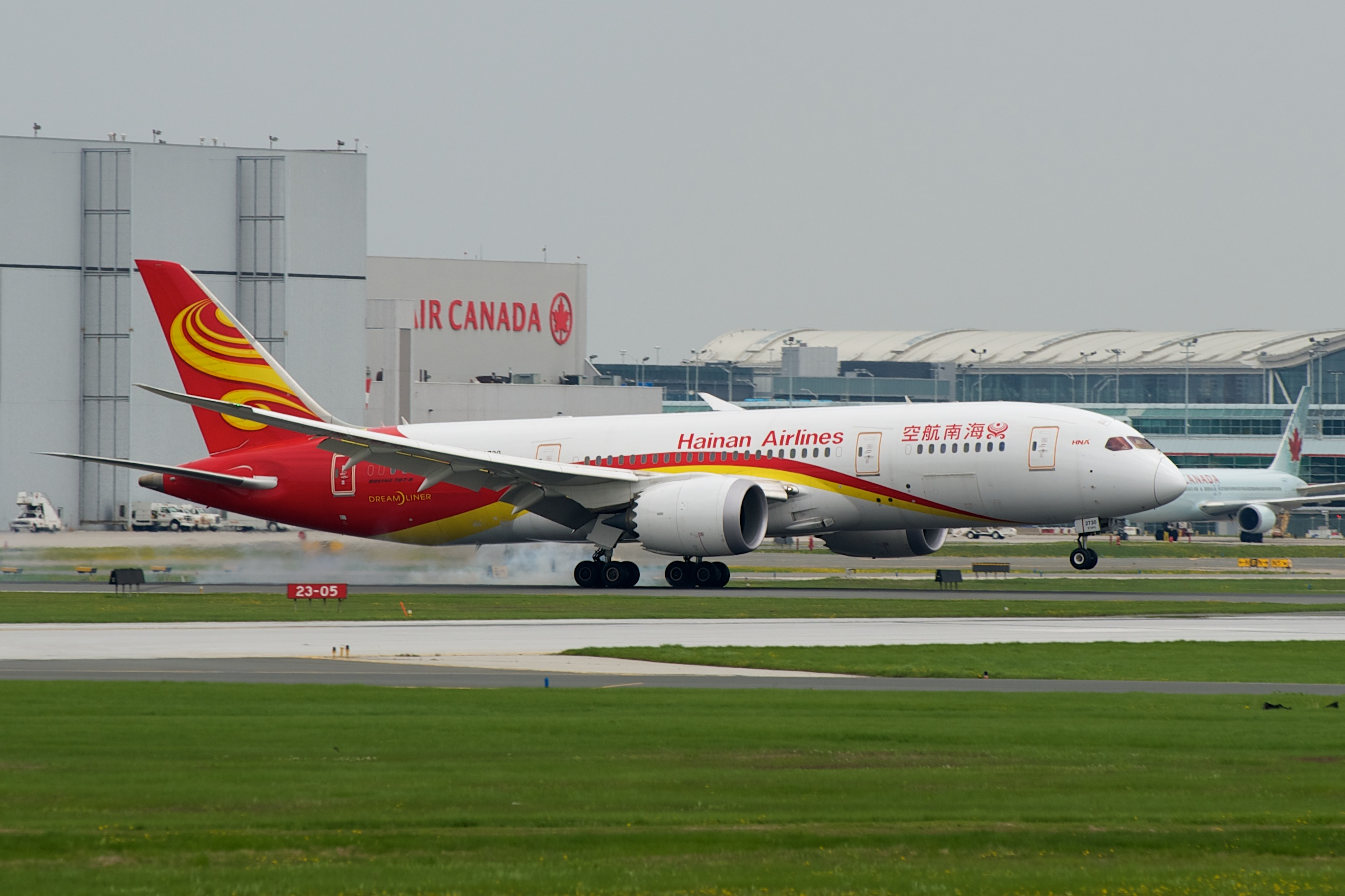
Máy bay Hainan Airlines Boeing 787-8 hạ cánh

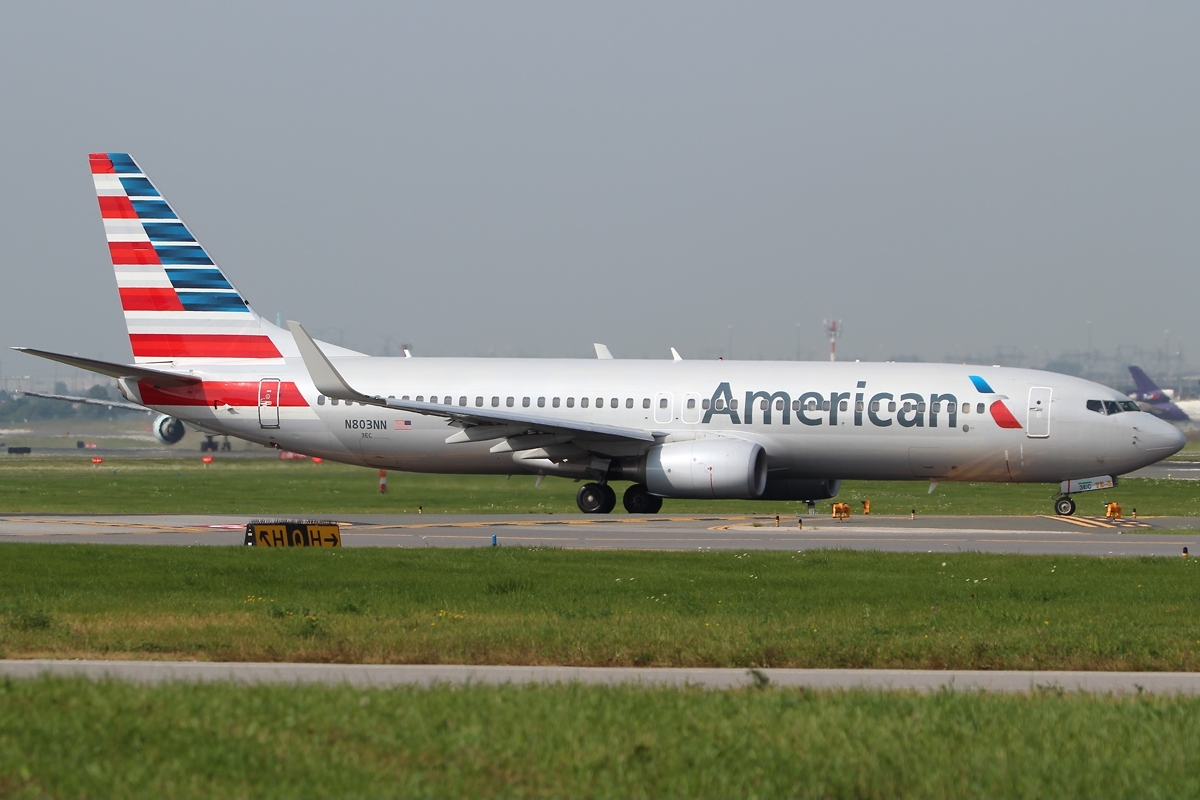
An American Airlines Boeing 737-800 tại sân bay

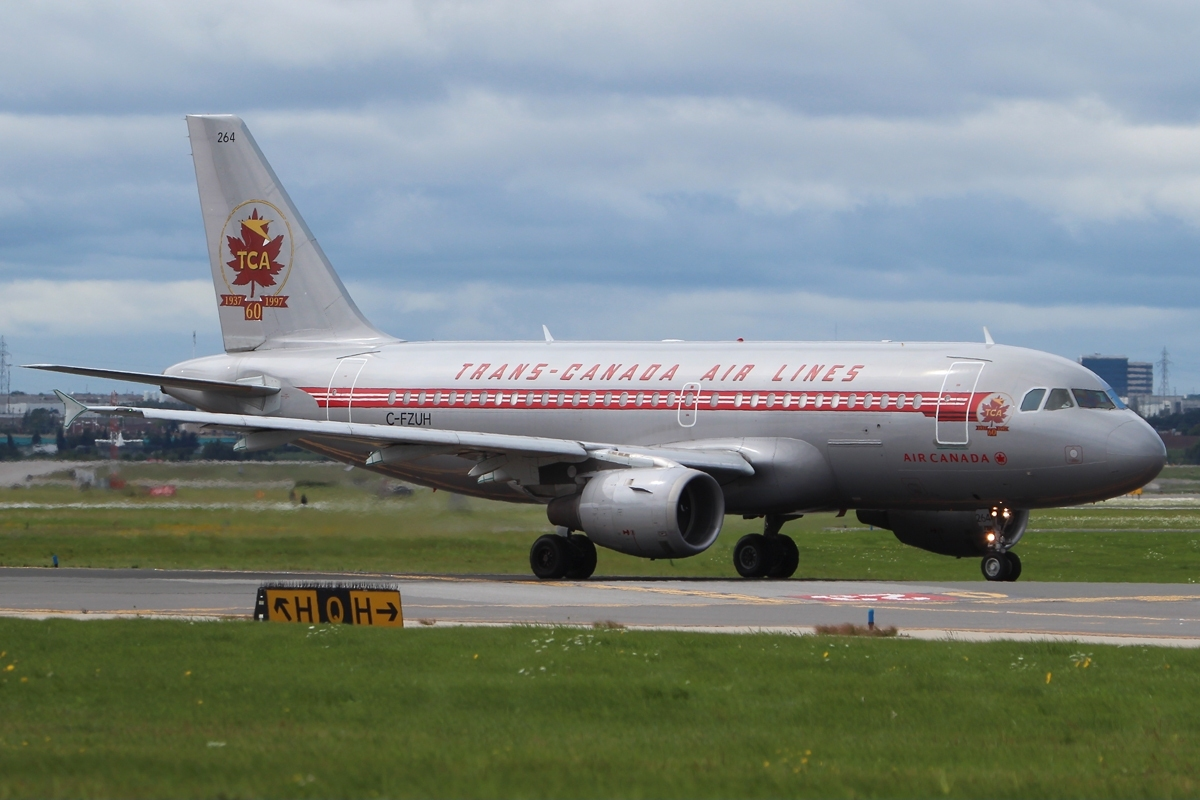
Air Canada Airbus A319 tại sân bay

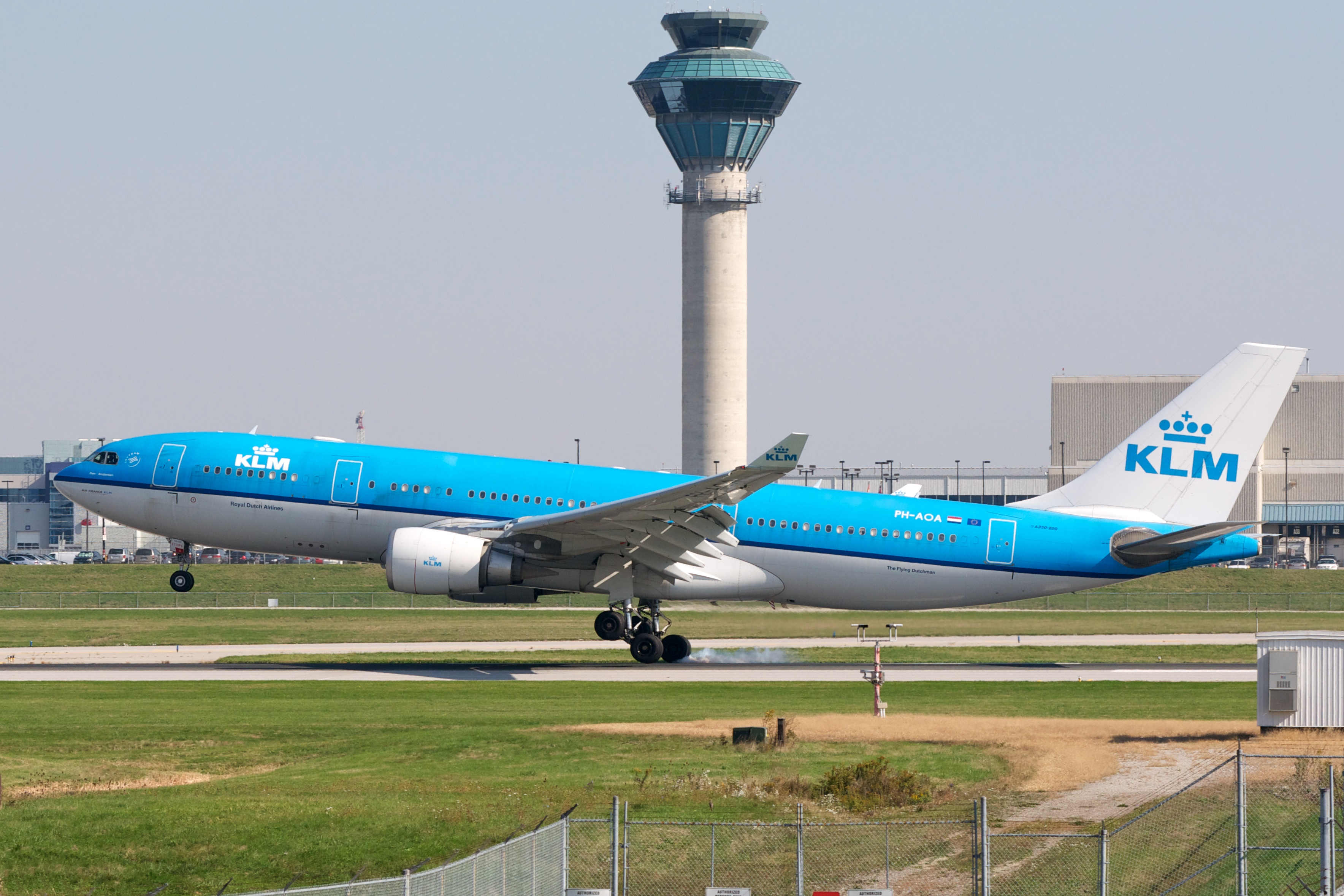
Một chiếc KLM Airbus A330-200 hạ cánh

| Hãng hàng không                                 | Các điểm đến | Nhà ga |
| ----------------------------------------------- | --- | ------ |
| Aer Lingus                                      | Dublin | 3      |
| Aeroméxico                                      | Thành phố México (tiếp tục lại từ ngày 4/5/2015) | 3      |
| Air Canada                                      | Amsterdam (tiếp tục lại từ 5/6/2015), Antigua, Aruba, Barbados, Bắc Kinh-Thủ đô, Bermuda, Bogotá, Boston, Buenos Aires–Ezeiza, Calgary, Chicago–O'Hare, Copenhagen, Deer Lake, Delhi (tiếp tục lại từ ngày 1/11/2015), Denver, Dubai-International (bắt đầu từ ngày 3/11/2015), Edmonton, Fort Lauderdale, Fort McMurray, Fort Myers, Frankfurt, Geneva, Grand Cayman, Halifax, Havana, Hong Kong, Istanbul–Atatürk, Kelowna (ngưng từ ngày 31/5/ 2015), Lima (ngưng từ ngày 29/4/ 2015), London–Heathrow, Los Angeles, Thành phố México, Miami, Milan–Malpensa, Montréal–Trudeau, Munich, New York–LaGuardia, Newark, Ottawa, Panama City, Paris–Charles de Gaulle, Providenciales, Regina, Rio de Janeiro–Galeão, St. John's (NL), Saint Lucia–Hewanorra, San Francisco, Santiago de Chile, São Paulo–Guarulhos, Sarasota, Saskatoon, Seattle/Tacoma, Thượng Hải-Phố Đông, Sydney (Australia), Tel Aviv–Ben Gurion, Tokyo–Haneda, Vancouver, Victoria, Winnipeg, Zürich Theo mùa: Cozumel, Eagle/Vail, Gander, George Town/Exuma, Ixtapa-Zihuatanejo, Madrid, Puerto Vallarta, Rome–Fiumicino, San Diego, San Juan, Tokyo–Narita, West Palm Beach | 1      |
| Air Canada Express                              | Atlanta, Austin (tiếp tục lại từ ngày 18/5/2015), Baltimore, Boston, Charlotte, Charlottetown, Chicago–O'Hare, Cincinnati, Cleveland, Columbus (OH), Dallas/Fort Worth, Detroit, Fredericton, Harrisburg, Hartford, Houston–Intercontinental, Indianapolis, Kansas City, Kingston (ON), London (ON), Milwaukee, Minneapolis/St. Paul, Moncton, Montréal–Trudeau, Nashville, New Orleans, New York–JFK, New York–LaGuardia, Newark, North Bay, Ottawa, Philadelphia, Pittsburgh, Québec City, Raleigh/Durham, Rochester (NY), Saint John (NB), St. Louis, Sarnia, Sault Ste. Marie (ON), Sudbury, Sydney (NS) (ngưng từ ngày 30/4/2015), Syracuse, Thunder Bay, Timmins, Washington–National, Windsor, Winnipeg Theo mùa: Atlantic City (bắt đầu từ ngày 22/5/2015), Mont-Tremblant, Saskatoon (tiếp tục lại từ ngày 30/6/2015) | 1      |
| Air Canada Rouge                                | Cancún, Cayo Coco/Cayo Guillermo, Dublin, Grenada, Holguin, Honolulu, Kelowna (bắt đầu từ ngày 1/6/2015), Kingston (JM), Las Vegas, Liberia (CR), Lima (bắt đầu từ ngày 2/5/2015), Montego Bay, Nassau, Orlando, Phoenix, Puerto Plata, Punta Cana, Samaná, San Diego, San José de Costa Rica, Santa Clara, Sydney (NS) (bắt đầu từ ngày 1/5/2015), Tampa, Varadero Theo mùa: Abbotsford (bắt đầu từ ngày 27/6/2015), Athens, Barcelona, Curaçao, Edinburgh, Huatulco, La Romana, Lisbon, Manchester (UK), St. Maarten, San José del Cabo, St. Kitts, Venice–Marco Polo | 1      |
| Air France                                      | Paris–Charles de Gaulle | 3      |
| Air Transat                                     | Cancún, Cayo Coco/Cayo Guillermo, Fort Lauderdale, Glasgow–International, Holguin, Lisbon, London–Gatwick, Manchester (UK), Montego Bay, Montréal–Trudeau, Orlando, Porto, Puerto Plata, Punta Cana, Samaná, Santa Clara, Varadero Theo mùa: Amsterdam, Athens, Barcelona, Birmingham (UK), Budapest (bắt đầu từ ngày 17/6/2015), Camaguey, Cayo Largo, Cozumel, Dublin, Faro, Huatulco, Lamezia Terme, Las Vegas, Liberia (CR), Madrid, Marseille, Panama City, Paris–Charles de Gaulle, Prague, Puerto Vallarta, Roatan, Rome–Fiumicino, Saint Lucia–Hewanorra, Saint Maarten, San José de Costa Rica, San Jose del Cabo, Venice–Marco Polo | 3      |
| Alitalia                                        | Rome–Fiumicino | 3      |
| American Airlines                               | Dallas/Fort Worth, Los Angeles, Miami | 3      |
| American Eagle                                  | Chicago–O'Hare, New York–JFK, New York–LaGuardia | 3      |
| Austrian Airlines                               | Vienna (bắt đầu từ ngày 1/4/2015) | 1      |
| Austrian Airlines vận hành bởi Tyrolean Airways | Vienna (ngưng từ ngày 31/3/2015) | 1      |
| Avianca                                         | San Salvador | 1      |
| British Airways                                 | London–Heathrow | 3      |
| Caribbean Airlines                              | Grenada, Kingston (JM), Port of Spain | 3      |
| Cathay Pacific                                  | Hong Kong | 3      |
| China Eastern Airlines                          | Thượng Hải-Phố Đông | 3      |
| Condor                                          | Frankfurt | 3      |
| Copa Airlines                                   | Panama City | 1      |
| Cubana de Aviación                              | Camaguey, Cayo Largo, Cienfuegos, Havana, Holguin, Santiago de Cuba, Varadero, Santa Clara | 3      |
| Delta Air Lines                                 | Atlanta | 3      |
| Delta Connection                                | Atlanta, Cincinnati, Detroit, Minneapolis/St. Paul, New York–JFK | 3      |
| EgyptAir                                        | Cairo | 1      |
| Emirates                                        | Dubai–International | 1      |
| Ethiopian Airlines                              | Addis Ababa | 1      |
| Etihad Airways                                  | Abu Dhabi | 3      |
| EVA Air                                         | Đài Bắc–Đào Viên | 1      |
| Finnair                                         | Theo mùa: Helsinki | 3      |
| Fly Jamaica Airways                             | Georgetown–Cheddi Jagan, Kingston (JM) | 3      |
| Hainan Airlines                                 | Bắc Kinh-Thủ đô | 3      |
| Icelandair                                      | Reykjavík–Keflavík | 3      |
| Jet Airways                                     | Brussels, Delhi | 1      |
| KLM                                             | Amsterdam | 3      |
| Korean Air                                      | Seoul–Incheon | 3      |
| LOT Polish Airlines                             | Warsaw–Chopin | 1      |
| Lufthansa                                       | Frankfurt Theo mùa: Munich | 1      |
| Pakistan International Airlines                 | Islamabad, Karachi, Lahore | 3      |
| Philippine Airlines                             | Manila | 3      |
| SATA International                              | Lisbon, Ponta Delgada, Porto Theo mùa: Terceira | 3      |
| Saudia                                          | Jeddah, Riyadh | 3      |
| SkyGreece Airlines                              | Athens (bắt đầu từ ngày 17/5/2015) Theo mùa: Budapest (bắt đầu từ ngày ngày 21 tháng 5 năm 2015), Thessaloniki (bắt đầu từ ngày 21/5/2015), Zagreb (bắt đầu từ ngày 22/6/2015) | TBA    |
| Sunwing Airlines                                | Cancún, Cayo Coco/Cayo Guillermo, Freeport, Grenada, Halifax, Holguin, Las Vegas, Mazatlan, Montego Bay, Orlando, Panama City, Port of Spain, Puerto Plata, Puerto Vallarta, Punta Cana, Río Hato, Saint Lucia–Hewanorra, San José del Cabo, Santa Clara, Varadero Theo mùa: Aruba, Belize City, Cozumel, Camaguey, Cienfuegos, Curaçao, Fort Lauderdale, Gander, Huatulco, La Romana, Liberia (CR), Manzanillo, Nassau, Porto, Roatán, San Juan, St. Maarten, St. Petersburg/Clearwater, San José de Costa Rica, Santiago de Cuba, Stephenville, Vancouver | 3      |
| TAM Airlines                                    | New York–JFK, São Paulo–Guarulhos (both begin March 29. 2015) | 3      |
| Transaero Airlines                              | Theo mùa: Moscow-Vnukovo | 3      |
| Turkish Airlines                                | Istanbul–Atatürk | 1      |
| United Airlines                                 | Chicago–O'Hare | 1      |
| United Express                                  | Chicago–O'Hare, Denver, Houston–Intercontinental, Newark, Washington–Dulles | 1      |
| US Airways Express                              | Charlotte, Philadelphia, Washington–National | 3      |
| WestJet                                         | Antigua, Aruba, Barbados, Bermuda, Calgary, Cancún, Cayo Coco/Cayo Guillermo, Charlottetown, Deer Lake, Edmonton, Fort Lauderdale, Fort McMurray, Fort Myers, Grand Cayman, Halifax, Kelowna, Kingston (JM), Las Vegas, Liberia (CR), Moncton, Montego Bay, Montréal–Trudeau, Nassau, New York–LaGuardia, Orlando, Ottawa, Port of Spain, Providenciales, Puerto Plata, Puerto Vallarta, Punta Cana, Québec City, Regina, San Juan, Santa Clara, St. John's (NL), Saint Lucia–Hewanorra, St. Maarten, Samaná, Saskatoon, Tampa, Vancouver, Varadero, Winnipeg Theo mùa: Cozumel, Curaçao, Dublin, Gander (bắt đầu từ ngày 3/5/2015), Glasgow-International (bắt đầu từ ngày May 29. 2015), Holguin, La Romana, Miami, Myrtle Beach, Palm Springs, Phoenix, Sydney (NS), Victoria | 3      |
| WestJet Encore                                  | Fredericton (bắt đầu từ ngày 15/4/2015), Montréal–Trudeau, Ottawa, Québec City, Thunder Bay | 3      |

### Hàng hóa
| Hãng hàng không                                    | Điểm đến | Trung tâm hàng hóa |
| -------------------------------------------------- | --- | ------------------ |
| AeroLogic                                          | Leipzig/Halle                                                                                                | VISTA              |
| Cathay Pacific Cargo                               | Anchorage, Hong Kong, New York–JFK                                                                           | VISTA              |
| FedEx Express                                      | Indianapolis, Memphis, Minneapolis/St. Paul                                                                  | FedEx              |
| FedEx Express vận hành bởi Morningstar Air Express | Calgary, Edmonton, Montreal–Mirabel, North Bay, Sault Ste. Marie (ON), Sudbury, Timmins, Vancouver, Winnipeg | FedEx              |
| Kelowna Flightcraft Air Charter                    | Brussels (bắt đầu từ ngày 17/5/2015)                                                                         | TBD                |
| Korean Air Cargo                                   | Anchorage, Seoul–Incheon                                                                                     | Cargo West         |
| Lufthansa Cargo                                    | Frankfurt | Cargo West         |
| UPS Airlines                                       | Louisville                                                                                                   | VISTA              |